# Mabat
Mabat is een bestuurslaag in het regentschap Bangka van de provincie Bangka-Belitung, Indonesië. Mabat telt 1431 inwoners (volkstelling 2010).